# Oroszország az olimpiai játékokon
Oroszország résztvevője volt számos olimpiai játékoknak, de ezeken az ország történelme során különböző nevek alatt volt jelen. Az Orosz Birodalom az 1900-as játékokon szerepelt először, majd egy távolmaradást követően még két alkalommal szerepelt a játékokon. Az 1917-es orosz forradalmat követően 1922-ben létrejött a Szovjetunió, a szovjet csapat először az 1952-es nyári játékokon szerepelt. A Szovjetunió 1991-es szétesését követően az orosz sportolók az Egyesített Csapatban szerepeltek az 1992-es téli és  nyári játékokon, majd végül az 1994-es téli játékokon megint Oroszország név alatt szerepelt, és azóta valamennyi olimpián jelen volt.
Oroszország fővárosa, Moszkva – akkor még a Szovjetunió fővárosaként – volt a házigazdája az 1980-as nyári játékoknak, és az ország egyik legnépszerűbb üdülőhelyén, Szocsiban rendezték a 2014-es téli olimpiát.
Az orosz sportolók Oroszország színeiben összesen 521 érmet nyertek.
Az Orosz Olimpiai Bizottság 1989-ben jött létre, a NOB 1993-ban vette fel tagjai közé, a bizottság jelenlegi elnöke Alekszandr Zsukov.

## Éremtáblázatok

### Érmek a nyári olimpiai játékokon
| Olimpia              | Arany                                          | Ezüst                                          | Bronz                                          | Összesen                                       |
| 1896, Athén          | nem vett részt                                 | nem vett részt                                 | nem vett részt                                 | nem vett részt                                 |
| 1900, Párizs         | 0                                              | 0                                              | 0                                              | 0                                              |
| 1904, St. Louis      | nem vett részt                                 | nem vett részt                                 | nem vett részt                                 | nem vett részt                                 |
| 1908, London         | 1                                              | 2                                              | 0                                              | 3                                              |
| 1912, Stockholm      | 0                                              | 2                                              | 3                                              | 5                                              |
| 1920–1948            | A Szovjetunió része volt, amely nem vett részt | A Szovjetunió része volt, amely nem vett részt | A Szovjetunió része volt, amely nem vett részt | A Szovjetunió része volt, amely nem vett részt |
| 1952–1988            | A Szovjetunió részeként                        | A Szovjetunió részeként                        | A Szovjetunió részeként                        | A Szovjetunió részeként                        |
| 1992, Barcelona      | Az Egyesített Csapat részeként                 | Az Egyesített Csapat részeként                 | Az Egyesített Csapat részeként                 | Az Egyesített Csapat részeként                 |
| 1996, Atlanta        | 26                                             | 21                                             | 16                                             | 63                                             |
| 2000, Sydney         | 32                                             | 28                                             | 29                                             | 89                                             |
| 2004, Athén          | 28                                             | 26                                             | 36                                             | 90                                             |
| 2008, Peking         | 24                                             | 13                                             | 23                                             | 60                                             |
| 2012, London         | 18                                             | 21                                             | 26                                             | 65                                             |
| 2016, Rio de Janeiro | 19                                             | 17                                             | 20                                             | 56                                             |
| 2020, Tokió          | Orosz Olimpiai Bizottság versenyzői néven      | Orosz Olimpiai Bizottság versenyzői néven      | Orosz Olimpiai Bizottság versenyzői néven      | Orosz Olimpiai Bizottság versenyzői néven      |
| 2024, Párizs         | Független résztvevők között vettek részt       | Független résztvevők között vettek részt       | Független résztvevők között vettek részt       | Független résztvevők között vettek részt       |
| Összesen             | 148                                            | 130                                            | 153                                            | 431                                            |

### Érmek a téli olimpiai játékokon
| Olimpia              | Arany                                          | Ezüst                                          | Bronz                                          | Összesen                                       |
| 1924–1952            | A Szovjetunió része volt, amely nem vett részt | A Szovjetunió része volt, amely nem vett részt | A Szovjetunió része volt, amely nem vett részt | A Szovjetunió része volt, amely nem vett részt |
| 1956–1988            | A Szovjetunió részeként                        | A Szovjetunió részeként                        | A Szovjetunió részeként                        | A Szovjetunió részeként                        |
| 1992, Albertville    | Az Egyesített Csapat részeként                 | Az Egyesített Csapat részeként                 | Az Egyesített Csapat részeként                 | Az Egyesített Csapat részeként                 |
| 1994, Lillehammer    | 11                                             | 8                                              | 4                                              | 23                                             |
| 1998, Nagano         | 9                                              | 6                                              | 3                                              | 18                                             |
| 2002, Salt Lake City | 5                                              | 4                                              | 4                                              | 13                                             |
| 2006, Torino         | 8                                              | 6                                              | 8                                              | 22                                             |
| 2010, Vancouver      | 3                                              | 5                                              | 7                                              | 15                                             |
| 2014, Szocsi         | 11                                             | 10                                             | 9                                              | 30                                             |
| 2018, Phjongcshang   | Olimpikonok Oroszországból néven               | Olimpikonok Oroszországból néven               | Olimpikonok Oroszországból néven               | Olimpikonok Oroszországból néven               |
| 2022, Peking         | Orosz Olimpiai Bizottság versenyzői néven      | Orosz Olimpiai Bizottság versenyzői néven      | Orosz Olimpiai Bizottság versenyzői néven      | Orosz Olimpiai Bizottság versenyzői néven      |
| Összesen             | 47                                             | 39                                             | 35                                             | 121                                            |

A táblázat nem tartalmazza a 2014. évi téli olimpiai játékokon szerzett két arany és két ezüstérmet, amelyet doppingvád miatt a NOB visszavont.

## Érmek sportáganként

### Érmek a nyári olimpiai játékokon sportáganként
| Oroszország érmei a nyári olimpiai játékokon sportáganként | Oroszország érmei a nyári olimpiai játékokon sportáganként | Oroszország érmei a nyári olimpiai játékokon sportáganként | Oroszország érmei a nyári olimpiai játékokon sportáganként | Az olimpiai zászlaja |

| Sportág       | Arany | Ezüst | Bronz | Összesen |
| ------------- | ----- | ----- | ----- | -------- |
| Birkózás      | 31    | 14    | 14    | 59       |
| Torna         | 22    | 21    | 21    | 64       |
| Atlétika      | 18    | 21    | 19    | 58       |
| Vívás         | 13    | 5     | 8     | 26       |
| Ökölvívás     | 10    | 5     | 15    | 30       |
| Szinkronúszás | 10    | 0     | 0     | 10       |
| Sportlövészet | 7     | 14    | 12    | 33       |
| Úszás         | 5     | 9     | 9     | 23       |
| Kerékpározás  | 5     | 5     | 9     | 19       |
| Cselgáncs     | 5     | 4     | 7     | 16       |
| Műugrás       | 4     | 8     | 6     | 18       |
| Súlyemelés    | 4     | 7     | 6     | 17       |
| Öttusa        | 4     | 1     | 0     | 5        |
| Tenisz        | 3     | 3     | 2     | 8        |
| Kajak-kenu    | 2     | 4     | 7     | 13       |
| Kézilabda     | 2     | 1     | 1     | 4        |
| Röplabda      | 1     | 3     | 2     | 6        |
| Evezés        | 1     | 0     | 3     | 4        |
| Taekwondo     | 0     | 2     | 2     | 4        |
| Vízilabda     | 0     | 1     | 3     | 4        |
| Vitorlázás    | 0     | 1     | 2     | 3        |
| Íjászat       | 0     | 1     | 1     | 2        |
| Kosárlabda    | 0     | 0     | 3     | 3        |
| Tollaslabda   | 0     | 0     | 1     | 1        |
| Összesen      | 147   | 130   | 153   | 430      |

A fenti táblázat nem tartalmaz egy, az orosz sportolók által az 1908-as  nyári játékokon műkorcsolyában nyert aranyérmet.

### Érmek a téli olimpiai játékokon sportáganként
| Oroszország érmei a téli olimpiai játékokon sportáganként | Oroszország érmei a téli olimpiai játékokon sportáganként | Oroszország érmei a téli olimpiai játékokon sportáganként | Oroszország érmei a téli olimpiai játékokon sportáganként | Az olimpiai zászlaja |

| Sportág                    | Arany | Ezüst | Bronz | Összesen |
| -------------------------- | ----- | ----- | ----- | -------- |
| Műkorcsolya                | 15    | 9     | 3     | 27       |
| Sífutás                    | 14    | 10    | 9     | 33       |
| Biatlon                    | 10    | 5     | 8     | 23       |
| Gyorskorcsolya             | 3     | 5     | 5     | 13       |
| Rövidpályás gyorskorcsolya | 3     | 1     | 1     | 5        |
| Snowboard                  | 2     | 2     | 1     | 5        |
| Szkeleton                  | 1     | 0     | 2     | 3        |
| Szánkó                     | 0     | 3     | 0     | 3        |
| Síakrobatika               | 0     | 1     | 3     | 4        |
| Bob                        | 0     | 1     | 1     | 2        |
| Jégkorong                  | 0     | 1     | 1     | 2        |
| Alpesisí                   | 0     | 1     | 0     | 1        |
| Északi összetett           | 0     | 0     | 1     | 1        |
| Összesen                   | 48    | 39    | 35    | 122      |

A fenti táblázat tartalmaz egy, az orosz sportolók által az 1908-as  nyári játékokon műkorcsolyában nyert aranyérmet.

A táblázat nem tartalmazza a 2014. évi téli olimpiai játékokon Bobban szerzett két arany és a biatlonban szerzett két ezüstérmet, amelyet doppingvád miatt a NOB visszavont.

## Zászlóvivők
- 1994. évi téli olimpiai játékok – Szergej Vlagyimirovics Csepikov
- 1996. évi nyári olimpiai játékok – Alekszandr Alekszandrovics Karelin
- 1998. évi téli olimpiai játékok – Alekszej Alekszejevics Prokurorov
- 2000. évi nyári olimpiai játékok – Andrej Ivanovics Lavrov
- 2002. évi téli olimpiai játékok – Alekszej Alekszejevics Prokurorov
- 2004. évi nyári olimpiai játékok – Alekszandr Vlagyimirovics Popov
- 2006. évi téli olimpiai játékok – Dmitrij Anatoljevics Dorofejev
- 2008. évi nyári olimpiai játékok – Andrej Gennagyjevics Kirilenko
- 2010. évi téli olimpiai játékok – Alekszej Alekszejevics Morozov
- 2012. évi nyári olimpiai játékok – Marija Jurjevna Sarapova
- 2014. évi téli olimpiai játékok – Alekszandr Jurjevics Zubkov
- 2016. évi nyári olimpiai játékok – Szergej Jurjevics Tyetyuhin